# 舛之山大晴
舛之山大晴（日语：／，1990年11月1日—），原名加藤大晴（日语：／），是日菲混血兒出身的前大相撲力士，身高179cm、體重173kg、血型B型。最高位置是西前頭4枚目（2012年11月場所）。所屬的相撲部屋是千賀之浦部屋（引退時是常盤山部屋）。
他生於菲律賓伊洛伊洛省首府伊洛伊洛市，一個月大時隨菲律賓裔母親移民日本，定居千葉縣印旛郡榮町，父母也是相撲迷，小學時已學習相撲，他於2006年7月轉為職業相撲力士，並於2010年11月與高安晃一起晉陞十兩，成為第一位出生於平成時代的摔力士。他於2011年9月進入了幕內級別。但他在幕內的初次比賽中受傷，回到了十兩，但他在2012年7月回歸並取得了11場勝利，贏得了戰敢鬥賞。2015年嚴重的膝蓋受傷導致他的排名大幅下降，他無法恢復到關取的地位。他於2021年5月退休。
2022年4月2日進行斷髮式，引退後在東京都荒川區的護老院從事看護工作，他的兄弟是部屋的床山床千。